# Somodor
Somodor é um município da Hungria, situado no condado de Somogy. Tem 19,91 km² de área e sua população em 2019 foi estimada em 383 habitantes.